# Masaaki Takada
Masaaki Takada (jap. 高田 昌明 Takada Masaaki; ur. 26 lipca 1973) – japoński piłkarz występujący na pozycji obrońcy.

## Kariera klubowa
Od 1992 do 2006 roku występował w klubach Yokohama Flügels, Vissel Kobe, Tokyo Fulie, Yokohama FC, Sony Sendai i Shizuoka FC.